# فلسفة غربية
الفلسفة الغربية هي الفكر والأعمال الفلسفية للعالم الغربي. تاريخيا، يشير المصطلح إلى الفكر الفلسفي للحضارة الغربية، بدءا بالفلسفة اليونانية من ما قبل سقراط مثل طاليس وفيثاغورس، وتغطي نطاق واسع من العالم هي لفظ مشتق من اللفظ اليوناني فيلوسوفيا، وتعني حرفيا محبة الحكمة أو طلب المعرفة أو البحث عن الحقيقة. إن نطاق الفلسفة في الفهم القديم، وكتابات (على الأقل بعض) الفلاسفة القدماء، كانت «كلها» مساعي فكرية. وشمل ذلك مشاكل الفلسفة كما تُفهم اليوم، والعديد من التخصصات مثل (الرياضيات والعلوم الطبيعية مثل الفيزياء وعلم الفلك وعلم الأحياء (أرسطو على سبيل المثال، كتب عن كل هذه الموضوعات).

## الفلسفة القديمة

### مرحلة ما قبل سقراط
هي الفلسفة اليونانية القديمة قبل سقراط والمدارس المعاصرة له التي لم تتأثر به. في هذه المرحلة طرح الفلاسفة القدامى أولا أسئلة حول «الكون» (السبب أو المبدأ الأول أو أصل الكون) للكون. ويقال أن الفلسفة الغربية بدأت عادة في المدن اليونانية في غرب آسيا الصغرى (إيونيا) مع طاليس في القرن الخامس والسادس قبل الميلاد. من ميليتوس الذي جعل الماء هو أصل الأشياء. وكان من أهم طلابه أناكسيماندر والذي كان يعيش في ميليتوس (صاحب نظرية أن أصل الأشيَاء ليسَ الماء أو الهواء بل هو عنصرٌ غير محَدد«الأبيرُون» وهو لفظ يوناني يعني لا محدود أو لا متناهي
), كما أنه طرح نظرية الأكوان المتعددة، وأنكسيمانس الذي كان تلميذ أنكسيمندريس. عاد إلى فكرة طاليس التي ترجع الكون إلى مادة أصلية ولكنه قال ان هذه المادة الأولية ليست هي الماء (كما قال طاليس) بل الهواء. وكانوا من المدرسة الأيونية. فيثاغورس، من جزيرة ساموس قبالة ساحل إيونيا، عاش في وقت لاحق في كروتون(في الوقت الحاضر كروتوني في كالابريا) في جنوب إيطاليا(ماجنا غراسيا). وقد جعل الرقم هو المبدأ الأول لجميع الأشياءوهكذا يكون أضاف الحسابات على النقيض من النظريات التي قدمها فلاسفة المدرسة الأيونية. كما آمن الأيونيين بالتقمص(وهو مصطلح فلسفي في الفلسفة اليونانية يشير إلى تناسخ الأرواح، وخاصة التناسخ بعد الموت.).

### سقراط
فيلسوف يوناني كلاسيكي، يعتبر أحد مؤسسي الفلسفة الغربية وأول فيلسوف أخلاق، لم يترك سقراط كتابات، ويعرف بشكل رئيسي من خلال روايات الكتاب الكلاسيكيين الذين يكتبون بعد حياته، ولا سيما طلابه افلاطون وزينوفون، تعتبر حوارات «أفلاطون» من أكثر الروايات شموليةً وإلمامًا بشخصية سقراط وإليه تنسب مفاهيم السخرية السقراطية والمنهج السقراطي (أو المعروف بالإنجليزية Elenchus التي تعني الدحض أو التفنيد
). ولا يزال المنهج الأخير مستخدمًا في مجال واسع من النقاشات كما أنه نوع من البيداغوجيا(علم التربية) حيث يتم طرح مجموعة من الأسئلة ليس بهدف الحصول على إجابات فردية فقط، بل كوسيلة لتشجيع الفهم العميق للموضوع المطروح. إن «سقراط» الذي وصفه أفلاطون قام بإسهامات مهمة وخالدة في مجالات المعرفة والمنطق وقد ظل تأثير أفكاره وأسلوبه قويًا حيث صارت أساسًا للكثير من أعمال الفلسفة الغربية التي جاءت بعد ذلك.

## العصور الوسطى
فلسفة العصور الوسطى هي الفلسفة التي نشأت في أوروبا الغربية والشرق الأوسط خلال العصور الوسطى، وتمتد تقريباً من عصر التنصير في الإمبراطورية الرومانية حتى عصر النهضة. تُعرّف فلسفة العصور الوسطى جزئياً عن طريق إعادة اكتشاف الفلسفة اليونانية الكلاسيكية والفلسفة الهلنستية وتطويرها إلى مستوى أكبر، كما تُعرّف أيضاً من خلال الحاجة إلى معالجة المشكلات اللاهوتية ودمج العقائد المقدسة للديانات الإبراهيمية (الإسلام واليهودية والمسيحية) ذات الانتشار الواسع آنذاك مع التعاليم العلمانية. تأثرت فلسفة العصور الوسطى المبكرة بأمثال الرواقية والأفلاطونية المحدثة، وفلسفة أفلاطون بحد ذاته.
نوقشت خلال تلك الفترة بعض المعضلات كعلاقة الإيمان بالعقل ووجود الله ووحدته، بالإضافة إلى موضوع الإلهيات والميتافيزيقيا (ما وراء الطبيعة) ومشاكل المعرفة والعالمية والتفرد. كان القديس (أوغسطينوس) أبرز شخصية في تلك الفترة (أحد أهم آباء الكنيسة في المسيحية الغربية)، حيث اعتنق أفكار أفلاطون وحوّرها بما يناسب الدين المسيحي في القرن الرابع، كما استمر تأثيره على فلسفة العصور الوسطى ربما حتى نهاية الحقبة، ولم يستطع أحد التحقق من فلسفته الخاصة حتى وصول نصوص أرسطو. كانت الأوغسطينية نقطة البداية المفضلة لمعظم الفلاسفة (بمن فيهم أنسلم من كانتربري، مؤسس الفلسفة المدرسية) حتى القرن الثالث عشر.
ظهر عصر النهضة الكارولنجية في القرن الثامن/التاسع على يد المبشرين القادمين من الكنيسة والمسافرين من آيرلندا، وتحديداً الفيلسوف الأفلاطوني جون سكونوس أريجينا.
ومن بين الفلاسفة من العصور الوسطى: الفلاسفة المسيحيون أمثال أوغسطينوس وبوثيوس وأنسلم وجيلبرت دو لا بوري وبيار أبيلار وروجر بيكون وبونافنتورا وتوما الأكويني ودانز سكوطس ووليم الأوكامي وجان بوريدان. أما الفلاسفة اليهود فمن بيهنم موسى بن ميمون وجرسونيدس. ومن بين الفلاسفة المسلمين فكان الكندي الفارابي وابن الهيثم وابن سينا والغزالي وابن باجة وابن طُفيل وابن خلدون وابن رشد. استمر تقليد الفلسفة المدرسية بالازدهار في العصور الوسطى وحتى أواخر القرن السابع عشر، عن طريق شخصيات كـ فرانسيسكو سواريز وجون سانت توماس.

## عصر النهضة
كان عصر النهضة (أو الانبعاث) فترة انتقالية بين العصور الوسطى والفكر الحديث، حيث ساهمت استعادة النصوص الكلاسيكية في تحويل المصالح الفلسفية بعيداً عن الدراسات الفنية في المنطق والميتافيزيقيا واللاهوت، وتسيير الفلسفة نحو تحقيقات انتقائية في الأخلاق وفقه اللغة والتصوف. تمتعت دراسة الكلاسيكيات والفنون الإنسانية عموماً –مثل التاريخ والأدب –باهتمام علمي غير معروف حتى الآن في المسيحية، وهو تيّار يشار إليه باسم الفلسفة الإنسانية. تجاهل أتباع التيار الإنساني الاهتمامات التي ميزت العصور الوسطى كالميتافيزيقيا والمنطق، واتبعوا فرانشيسكو بتراركا عن طريق جعل الإنسان وفضائله محور الفلسفة.

## العصر الحديث

### العصر الحديث المبكر (القرنين السابع عشر والثامن عشر)
تشمل بعض الموضوعات الرئيسية للفلسفة الغربية في عصرها الحديث (الحديث الكلاسيكي أيضاً) طبيعة العقل وعلاقته بالجسد، بالإضافة إلى آثار ونتائج العلوم الطبيعية الجديدة على الموضوعات اللاهوتية التقليدية مثل الإرادة الحرة والله، وظهور أساس علماني للفلسفة الأخلاقية والسياسية.
اندمجت هذه الاتجاهات أولاً بشكل واضح في دعوة فرانسيس بيكون لبرنامج جديد تجريبي لتوسيع نطاق المعرفة، وسرعان ما وجدت شكلاً مؤثراً على نطاق واسع في الفيزياء الميكانيكية والميتافيزيقيا العقلانية عند رينيه ديكارت.
وهناك عددٌ من الفلاسفة المعاصرين البارزين أمثال باروخ سبينوزا وغوتفريد لايبنتس وجون لوك وجورج بيركلي وديفيد هيوم وإيمانويل كانط. وكان العديد من المساهمين في نهضة تلك الفترة فلاسفةً وعلماء وأطباء وسياسيين. تشمل القائمة باختصارٍ أسماءً كـ غاليليو غاليلي وبيير جاسندي وبليز باسكال ونيكولا مالبرانش وأنطوني فان ليفينهوك وكريستيان هوغنس وإسحاق نيوتن وكريستيان فولف ومونتسكيو وبيير بايل وتوماس ريد ولورن دالمبير وآدم سميث وجان جاك روسو.
غالباً ما تُحدد النهاية التقريبية للعصر الحديث المبكر من الفلسفة بمحاولة إيمانويل كانط المنهجية لوضع حد للميتافيزيقيا وتسويغ المعرفة العلمية، والتوفيق بين هذين عن طريق الأخلاق والحريات.

### العصر الحديث المتأخر (القرن التاسع عشر)
يُحدد العصر الحديث المتأخر للفلسفة الغربية في بداية عام 1781، حيث توفي إفرايم ليسينغ وظهر مؤلَف إيمانويل كانط الشهير “نقد العقل المحض”.
كان للفلسفة الألمانية تأثيرٌ واسعٌ في هذا القرن، ويعزى ذلك جزئياً إلى هيمنة نظام الجامعة الألمانية. وبرز في هذه الفترة دعاة المثالية الألمانية أمثال يوهان غوتليب فيشته وفريدريك شيلنغ وجورج فيلهلم فريدريش هيغل وأعضاء جماعة يينا (كـ فريدرش هولدرلين وفريدريش شليغل). قام هؤلاء بتحويل عمل كانط، فاعتبروا أن العالم تشكّل عن طريق عملية عقلانية أو شبيهة بالعقل، وعلى هذا النحو فهو قابل للمعرفة تماماً. أما أرتور شوبنهاور، فعرّف هذه العملية المُشكّلة للعالم معتبراً إياها إرادة غير عقلانية للحياة. وكان لأفكاره أثرٌ كبيرٌ على فلاسفة القرن التاسع عشر وأوائل القرن العشرين، وتحديداً على أعمال فريدريش نيتشه.
اتخذت فلسفة القرن التاسع عشر المفاهيم الراديكالية للتنظيم الذاتي والنظام الجوهري من غوته والميتافيزيقيا الكانطية، وشرعت في وضع شرح طويل عن الخلاف بين التنمية المنهجية والعضوية. كانت أهم الأعمال الفلسفية هي “ظواهرية الروح” عام 1807 و”علوم المنطق” 1813-1816 لـ هيغل. حيث أنتجت هذه الأعمال إطاراً جدلياً لتنظيم المعرفة.
وفي القرن الثامن عشر، ظهرت التطورات في مجال العلوم من الفلسفة، وفي المقابل، تحدّت هذه التطورات العلمية الفلسفة: وتحديداً أعمال تشارلز داروين. حيث استند الأخير إلى فكرة التنظيم الذاتي العضوي التي طرحها فلاسفة كـ سميث، لكنه تحدى بشكل أساسي تلك المفاهيم الراسخة.
انقلبت فلسفة القرن التاسع عشر إلى حد كبير على المثالية لصالح أنواع مختلفة من الفلسفات الطبيعانية بعد وفاة هيغل، كالفلسفة الوضعية لـ أوغست كونت والفلسفة التجريبية لجون ستيوارت مل والمادية التاريخية لكارل ماركس. بدأ المنطق فترة من أهم فترات التطور منذ بداية الانضباط، حيث فتحت زيادة الدقة الرياضية مجالات كاملة من الاستنباط على التكوين والصياغة في أعمال جورج بول وجوتلوب فريجه. وضع فلاسفة آخرون أسس التفكير التي ستستمر في صياغة فلسفة القرن العشرين، ومن هؤلاء الفلاسفة:
- جوتلوب فريجه وهنري سيدجويك، اللذان أدى عملهما في المنطق والأخلاق، على التوالي، بتوفير أدوات الفلسفة التحليلية المبكرة.
- شارل ساندرز بيرس وويليام جيمس، وهما مؤسسا البراغماتية.
- سورين كيركيغارد وفريدريش نيتشه، وهما من وضع حجر الأساس للفلسفة الوجودية وما بعد البنيوية.
- الفلسفة المعاصرة (القرنان العشرون والحادي والعشرون)

إن التوجهات الثلاث المعاصرة والرئيسية للفلسفة الأكاديمية هي الفلسفة التحليلية والفلسفة القارية والبراغماتية The 20th century also saw the increasing professionalization of the discipline and the beginning of the current (contemporary) era of philosophy. وهي ليست شاملة ولا متبادلة.
تتعامل الفلسفة في القرن العشرين مع الاضطرابات الناجمة عن سلسلة من الصراعات داخل الخطاب الفلسفي على أساس المعرفة، والإطاحة بالمسلمات الكلاسيكية، بالإضافة إلى القضايا الاجتماعية والاقتصادية والعلمية والمنطقية الجديدة. حاولت فلسفة القرن العشرين إصلاح أنظمة المعرفة القديمة وصيانتها، وتغييرها أو إبطالها. وأبرز فلاسفة القرن العشرين هم بيرتراند راسل ولودفيغ فيتغنشتاين وإدموند هوسرل ومارتن هايدغر وجان بول سارتر. يعتبر نشر كتاب “التحقيقات المنطقية” لهوسرل (1900-1) و”مبادئ الرياضيات” لراسل (1903) علامتين أساسيتين في الإشارة إلى بداية فلسفة القرن العشرين. كما شهد القرن العشرون أيضاً “تمهين” الانضباط وبداية عصر الفلسفة الحالية (المعاصرة).
منذ انتهاء الحرب العالمية الثانية، قُسّمت الفلسفة المعاصرة في الغالب إلى تقاليد تحليلية وقارية. وغالباً ما اتبع الفلاسفة في العالم الناطق باللغة الإنجليزية الفلسفة التحليلية، بينما طُبقت الفلسفة القارية في قارة أوروبا. لا يزال الصراع الملموس بين مدارس الفلسفة القارية والتحليلية بارزاً، على الرغم من تزايد الشكوك حول فائدة هذا الاختلاف بينهما.